# Malteserkomturei

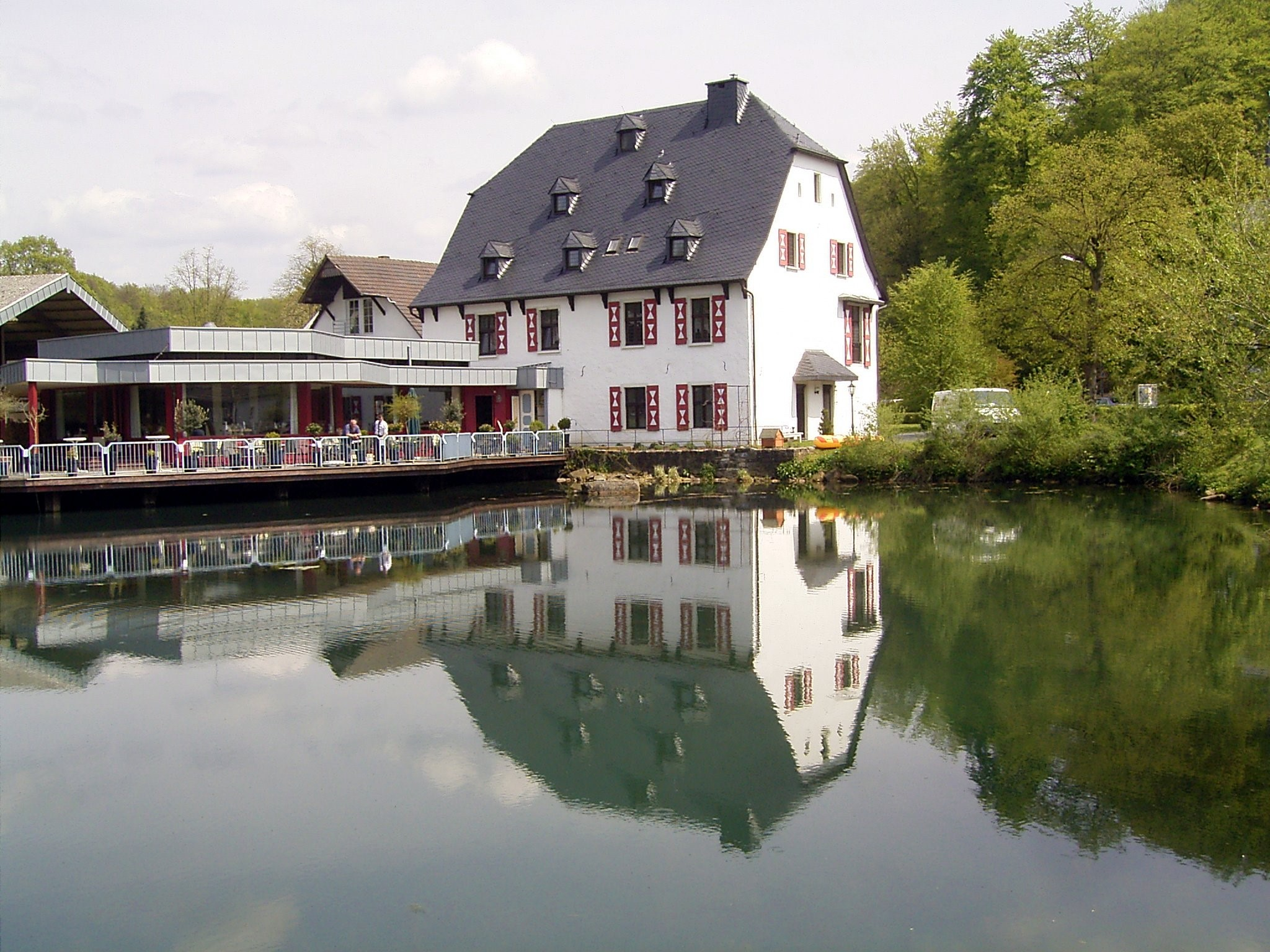
Malteserkomturei

Die Malteserkomturei ist ein im 13. Jahrhundert gegründeter Verwaltungssitz des Johanniterordens im Stadtteil Herrenstrunden von Bergisch Gladbach. Es gibt auch die Schreibweisen Malteser Komturei und Malteser-Komturei.

## Geschichte
Der Ritter Dietrich von Dorendorf (Dondorf bei Hennef an der Sieg) hatte 1224 dem Hospital des heiligen Johannes in Jerusalem die Kirche in Herkenrath übertragen. Im Jahr 1270 kam es zur Übertragung einer Rente an die Johanniter zu Herrenstrunden. Wann genau es zur Gründung der Kommende Herrenstrunden kam, ist nicht bekannt. Eine erstmalige Erwähnung der Komturei findet sich im Jahr 1290. Die Kommende, also die gesamte Gebäudeanlage der Herren an der Strunde, wird 1328 als Ordens-Ballei und damit als Zentralstelle für die Verwaltung der Ordensprovinz erwähnt. Im genannten Jahr übertrug Petrus von Ungula, Prior von Toulouse und Generalvisitator für Deutschland und Frankreich, auf dem Kapitel für das Priorat Deutschland zu Trier dem Heinrich von Selbach Kommende und Ballei Herrenstrunden auf 15 Jahre. Diese Bedeutung hat die Kommende über mehrere Jahrhunderte behalten. Um 1530 benannten sich die Johanniter als Folge der Reformation um in Malteser. Im Zusammenhang mit der Säkularisation wurde der Orden nach dem Erlass des Reichsdeputationshauptschlusses im Jahr 1806 enteignet. Das eingezogene Eigentum fiel anschließend in Privathände.

## Gebäudebeschreibung
Die Komturei stammt in ihrem heutigen Erscheinungsbild aus dem Anfang des 17. Jahrhunderts. Auf dem zweigeschossigen, verputzten Bruchsteingebäude ragt auf Hängeknaggen ein steiles Krüppelwalmdach vor. Je Dachseite verteilen sich fünf kleine Gauben über drei Etagen. Auf der Vorderseite sieht man auf der unteren Etage in der Mittelachse eine größere Gaube mit zwei Fenstern und einem verschieferten Giebel, auf dem ein weißes Malteserkreuz abgebildet ist. Der Haupteingang besteht aus einem Barockportal, das von zwei Säulen flankiert wird. Der Türsturz trägt die Jahreszahl 1684 und die Initialen J.P.C., die bisher nicht gedeutet werden konnten. Das Haus wird heute als Hotel und Restaurant genutzt.

## Denkmal
- Die Malteserkomturei wurde am 24. Februar 1982 unter Nr. 8 in die Liste der Baudenkmäler in Bergisch Gladbach eingetragen.
- Die Johanniter/Malteser Kommende/Ballei Herrenstrunden in der Umgebung der Komturei wurde unter Nr. 18 in die Liste der Bodendenkmäler in Bergisch Gladbach eingetragen.